# اللجنة الاستشارية الفنية لدول حوض النيل
اللجنة الاستشارية الفنية لدول حوض النيل (the NILE-TAC)، أسسها المجلس الوزاري لحوض النيل. عقد أول اجتماع لللجنة في دار السلام، تنزانيا، 13-16 يوليو 1998. رئيسها الحالي فرد موانجو، رئيس الري والموارد المائية الكيني.

## أعضاء اللجنة
تتكون اللجنة من ممثل لأحد البلدان المشاطئة وآخر بديل. ويصل عدد الممثلين والبدلاء حاليا إلى 18 عضو.
| البلد   | الممثل              | البديل             |
| ------- | ------------------- | ------------------ |
| بوروندي | رنديل ندايشيميه     | ليبرات ناهيمانا    |
| الكونغو | اوگسطين نزولو مسو   | نتانگو نسوكامي     |
| مصر     | عبد الفتاح متولي    | وائل خيريٍ          |
| إثيوپيا | ألمو مينليك         | تفرا بيين          |
| كينيا   | داڤيد ستوير         | فرد موانجو         |
| رواندا  | موكيزا اوديلو إم آر | رمي موگونگا        |
| السودان | صلاح الدين يوسف     | أسامة سلامة        |
| تنزانيا | ليستر كونگولا       | رايسون موهابوكي    |
| اوغندا  | موگيشا-شيلينگي      | كاليست تينديموگايا |